# Gorki Léninskie

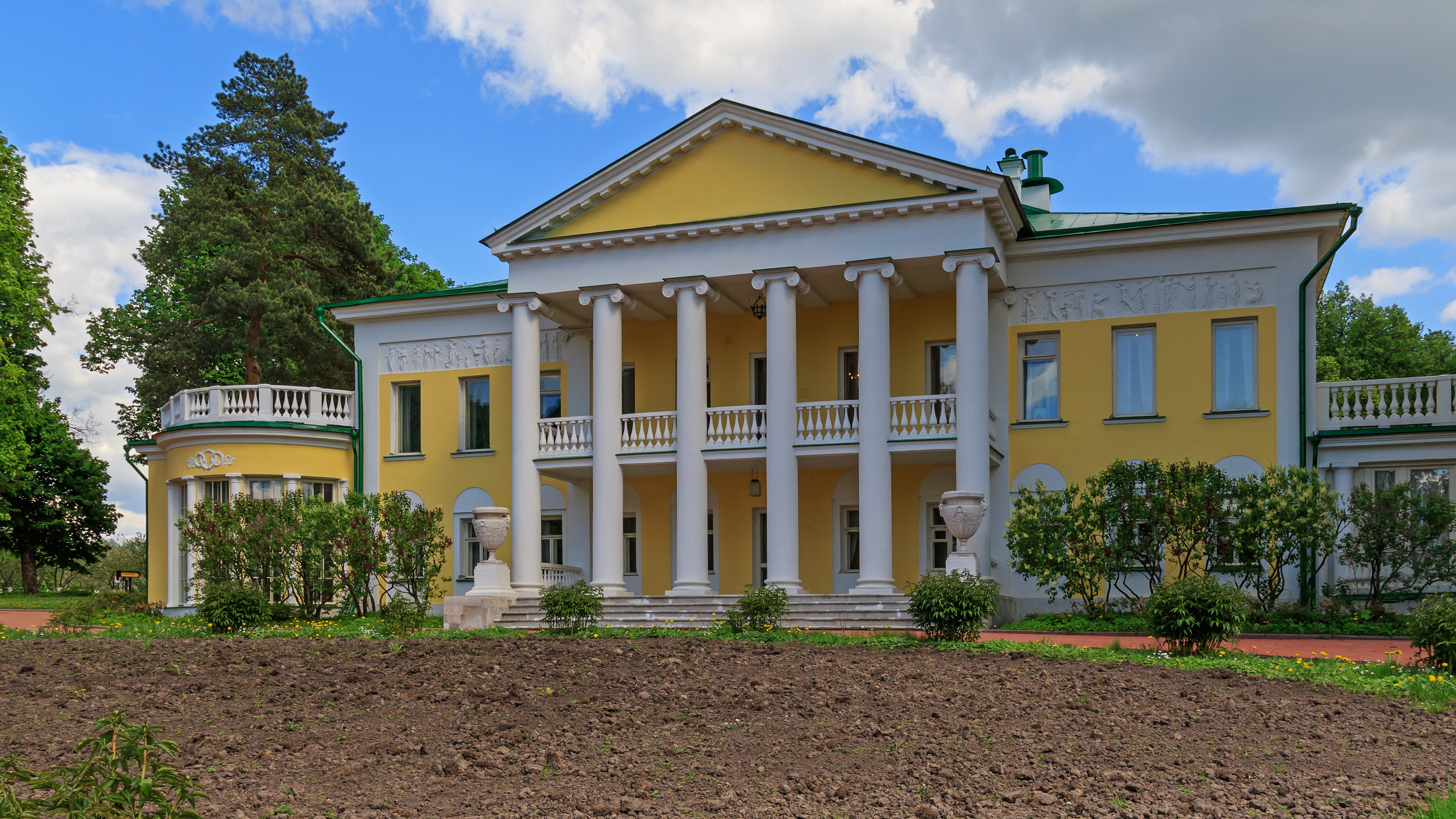
Façana de la mansió on Lenin va passar els darrers dies de la seva vida

Gorki Léninskie (rus: Го́рки Ле́нинские) és una població de Rússia ubicada a l'óblast de Moscou; prop de les ciutats de Vídnoie i Domodédovo i aproximadament 35 km al sud de Moscou. Té l'estatus d'un assentament de tipus urbà i té 1.623 habitants (d'acord amb dades del gener del 2006). Gorki Léninskie s'assenta a la riba del riu Pakhrà (rus: Пахра), un afluent del Moskvà.
Gorki és principalment conegut com l'indret on va morir el líder revolucionari Lenin el 21 de gener de 1924. Durant els seus darrers anys Lenin va habitar en una mansió que, juntament amb tota la resta de la finca, va ser construïda a principis del segle xix per la família dels Duràssov, pertanyent a la noblesa. Aleshores, l'indret encara s'anomenava Víxnie Gorki. Als anys 1910 el complex va passar en mans del general Reinbot -Governador General de Moscou el 1905 durant la primera revolució Russa. La finca va ser restaurada i renovada. El popular arquitecte rus Fiódor Xékhtel (Фёдор Осипович Шехтель), entre d'altres, va ser un dels participants en la remodelació i responsable de l'estil neoclàssic amb 6 columnes jòniques incloses al pòrtic, tal com es conserva encara avui dia. Després de la revolució d'octubre la propietat va ser decomissada pels bolxevics i des de 1918 va ser utilitzada per Lenin com a datxa. Després de retirar-se de l'activitat política a causa del seu fràgil estat de salut, Lenin va passar els darrers mesos de la seva vida a Gorki. Després de la seva mort el 1924, finalment Gorki va passar a anomenar-se Gorki Léninskie.
El 1949 la mansió i tot el conjunt van ser convertits en una casa-museu en memòria de Lenin, gestionada pel ministeri de cultura rus i que encara avui funciona i ofereix fins i tot visites guiades. Una de les grans atraccions del museu és el Rolls Royce de Lenin, un dels molt pocs al món que encara es conserven avui dia.
El 1987, prop de la mansió de Lenin, es va construir també un altre gran museu dedicat a la seva vida. Aquest museu està presidit per un gran monument de Lenin al centre i conté nombrosos escrits originals de Lenin i també cartes i d'altres documents. De gran curiositat, sens dubte, són els artefactes mecànics audiovisuals que contextualitzen històricament la vida de Lenin. Malgrat comptar ja amb més de 30 anys el museu es manté encara modern i original.
Un tercer museu, a part de la mansió-museu i el museu construït el 1987, és el museu-oficina de Lenin. Aquí s'hi pot veure tot tipus d'objectes personals i d'oficina de Lenin que van ser traslladats els anys 90 per Borís Ieltsin des del Kremlin de Moscou a Gorki Léninskie.
No gaire lluny d'aquest complex, hi ha encara un quart museu. L'anomenat museu dels camperols. Aquest museu està ubicat en una casa de fusta on Lenin va fer un discurs davant dels camperols i els va prometre aportar la llum elèctrica al poble, tal com va passar temps després.
A part de tots els museus, l'emplaçament compta amb diversos monuments de Lenin. Un d'ells, un monument que representa "la mort del líder", va ser inaugurat el 1958 al parc del segle xviii. Per gaudir bé de tots els museus, els monuments i el paisatge mateix, doncs, cal gairebé destinar tot un dia a Gorki Léninskie, per bé que cal tenir en compte que tota la informació i també les visites guiades són només en rus. Els museus tanquen regularment a les quatre de la tarda. De tant en tant fins i tot abans.
Aproximadament a 4 quilòmetres de distància de Gorki hi ha la plataforma de tren Léninskaia, sobre el trajecte de Moscou (estació Paveletski) cap a Kaixira (rus: Кашира). La petita estació conté un altre monument de Lenin al seu interior. Això no obstant, avui dia l'estació resta tancada al públic, ja que està bastant deteriorada. El tren, això no obstant, s'atura a l'andana.